# Азербаев, Ирдан Нигметович
Ирдан (Иордан) Нигметович Азербаев (каз. Ерден Нығметұлы Әзірбаев; 12 июня 1912 года, с. Сайхин, Западно-Казахстанская область — 14 января 1975 года, Алма-Ата) — советский химик, доктор химических наук (1961), профессор (1962), член-корреспондент Академии наук Казахской ССР (1962). Заслуженный деятель науки Казахской ССР (1969).

## Биография
Родился 12 июня 1912 года в селе Сайхин в крестьянской семье. В 1933 году окончил химический факультет Саратовского университета и вернулся в Казахскую ССР. Организовал кафедру химии в Уральском педагогическом институте и кафедру органической химии на химическом факультете КазГУ, был заведующим этой кафедрой. В 1953 году создал кафедру биологической химии в Семипалатинском медицинском институте.
В 1937—1940 годах учился в аспирантуре Ленинградского государственного университета им. А. А. Жданова. Под руководством А. Е. Фаворского защитил кандидатскую диссертацию по теме «Исследование на базе реакций ацетилена с кетонами в присутствии едкого кали: 1-винилциклогексанол-1, его аллильная перегруппировка и 1-винилциклогексен-1». В 1961 году защитил докторскую диссертацию по теме «Производные ацетилена, синтез на основе ацетилена, селективное гидрирование ацетиленовых спиртов и обратимая изомеризация замещенных аллильных соединений» и стал первым казахом — доктором химических наук. В 1962 году избран членом-корреспондентом Академии наук Казахской ССР. С 1954 года работал в Институте химических наук АН КазССР.
Основные научные труды в области углехимии, нефтехимии, химии элементоорганических соединений и физиологически активных веществ, тонкого органического синтеза. Впервые определил возможность получения кокса из Карагандинского угля.
Награждён орденами Трудового Красного Знамени, «Знак Почёта».

## Сочинения
- Олово и свинцеорганические мономеры и полимеры, А.-А., 1968 (соавт.);
- Органические соединения олова и свинца, М., 1972;
- Синтез на основе нефтяных углеводородов, А.- А., 1974 (соавт.);
- Избранные труды, А.-А., 1976.